# Desa Cibungur (administrativ by i Indonesien, Jawa Barat, lat -6,80, long 107,87)
Desa Cibungur är en administrativ by i Indonesien.   Den ligger i provinsen Jawa Barat, i den västra delen av landet, 130 km sydost om huvudstaden Jakarta.